# Place Nissour
La place Nissour est une place de Bagdad, en Irak. Elle est traversée de part en part, dans le sens nord-sud, par la rue Dimashq et constitue l'extrémité est de la rue Mansour Al Yamouk. En son centre, se trouve un parc au milieu duquel est situé un mémorial.
Elle est notamment devenue célèbre pour le « massacre de la place Nissour », en 2007, lorsque des mercenaires de la société américaine Blackwater ont tué 17 personnes, en blessant 20 autres,.
La tour de télévision de Bagdad, est située dans le centre de télécommunication Ma'amoun, à moins de 100 mètres à l'ouest de cette place.